# Cernay (Calvados)
Cernay település Franciaországban, Calvados megyében. Lakosainak száma 138 fő (2022. január 1.). Cernay Saint-Martin-de-Bienfaite-la-Cressonnière, Livarot-Pays-d'Auge és Valorbiquet községekkel határos.

## Népesség
A település népességének változása:
| Lakosok száma | 139  | 119  | 106  | 116  | 153  | 147  | 141  | 140  | 139  | 138  |
|               | 1968 | 1982 | 1990 | 2006 | 2013 | 2015 | 2017 | 2019 | 2020 | 2022 |